# オノト・ワタンナ
オノト・ワタンナ（Onoto Watanna, 1875年8月21日 - 1954年4月8日）は、カナダの女性作家。日本を舞台とした小説を書いた。

## 人物・来歴
英国系の父と中国系の母の間にカナダ・モントリオールで生まれる。本名はウィニフレッド・イートン（Winnifred Eaton Babcock Reeve）。17歳でジャマイカのキングストンに移り、貿易会社の筆記者として働く。早くから小説の才能をあらわし、18歳の頃より地元の新聞、雑誌などで短編小説を発表。当初はWinnie Eatonなどのペンネームを用いていたが、日本趣味の小説を書き始めるにしたがい、オノト・ワタンナという日本風の名前を使い始め、1899年に『お梅さん』を最初の小説として発表、1901年に発表した長編小説A Japanese Nightingale（日本の鶯） が大成功、この小説は、ヨーロッパ4ヶ国語にも翻訳出版され、演劇版もブロードウェイはじめ英国、フランスでも上演、一躍人気作家となる。「日本の鶯」は、映画化もされており、ジョージ・フィッツモーリス監督、主演はファニー・ワード、ウィリアム・ローレンス、徳永フランクも出演している。「渡名おのと」のつもりである。1902年に「お蘭の心」、1904年『二条の娘』、1906年『日本爛漫記』、1910年『お珠さん』と日本小説を書いた。1924年から30年代前半には映画のシナリオに参加し、「ショウボート」「シャンハイ・レディー」「ミシシッピ・ギャンブラー」「オペラ座の怪人」などを手がけている。バブコックは最初の夫の姓、1917年リーヴズと再婚してカナダに戻る。カナダでは小劇場運動に参加し「リトル・シアター」を主宰、戦後はカナダ作家協会のカルガリー支部長となる。カリフォルニア旅行中に急逝。
永井荷風「西遊日記抄」に「お蘭の心」を読んだという記事がある。

## 日本語訳
- 『お梅さん」中田耕治訳　柏艪舎・星雲社、2011